# 1560 год
1560 (ты́сяча пятьсо́т шестидеся́тый) год  по юлианскому календарю — високосный год, начинающийся в понедельник. Это 1560 год нашей эры, 10‑й год 6‑го десятилетия XVI века 2‑го тысячелетия, 1‑й год 1560‑х годов. Он закончился 465 лет назад.
| Пн | Вт | Ср | Чт | Пт | Сб | Вс |
| 1  | 2  | 3  | 4  | 5  | 6  | 7  |
| 8  | 9  | 10 | 11 | 12 | 13 | 14 |
| 15 | 16 | 17 | 18 | 19 | 20 | 21 |
| 22 | 23 | 24 | 25 | 26 | 27 | 28 |
| 29 | 30 | 31 |    |    |    |    |

| Пн | Вт | Ср | Чт | Пт | Сб | Вс |
|    |    |    | 1  | 2  | 3  | 4  |
| 5  | 6  | 7  | 8  | 9  | 10 | 11 |
| 12 | 13 | 14 | 15 | 16 | 17 | 18 |
| 19 | 20 | 21 | 22 | 23 | 24 | 25 |
| 26 | 27 | 28 | 29 |    |    |    |

| Пн | Вт | Ср | Чт | Пт | Сб | Вс |
|    |    |    |    | 1  | 2  | 3  |
| 4  | 5  | 6  | 7  | 8  | 9  | 10 |
| 11 | 12 | 13 | 14 | 15 | 16 | 17 |
| 18 | 19 | 20 | 21 | 22 | 23 | 24 |
| 25 | 26 | 27 | 28 | 29 | 30 | 31 |

| Пн | Вт | Ср | Чт | Пт | Сб | Вс |
| 1  | 2  | 3  | 4  | 5  | 6  | 7  |
| 8  | 9  | 10 | 11 | 12 | 13 | 14 |
| 15 | 16 | 17 | 18 | 19 | 20 | 21 |
| 22 | 23 | 24 | 25 | 26 | 27 | 28 |
| 29 | 30 |    |    |    |    |    |

| Пн | Вт | Ср | Чт | Пт | Сб | Вс |
|    |    | 1  | 2  | 3  | 4  | 5  |
| 6  | 7  | 8  | 9  | 10 | 11 | 12 |
| 13 | 14 | 15 | 16 | 17 | 18 | 19 |
| 20 | 21 | 22 | 23 | 24 | 25 | 26 |
| 27 | 28 | 29 | 30 | 31 |    |    |

| Пн | Вт | Ср | Чт | Пт | Сб | Вс |
|    |    |    |    |    | 1  | 2  |
| 3  | 4  | 5  | 6  | 7  | 8  | 9  |
| 10 | 11 | 12 | 13 | 14 | 15 | 16 |
| 17 | 18 | 19 | 20 | 21 | 22 | 23 |
| 24 | 25 | 26 | 27 | 28 | 29 | 30 |

| Пн | Вт | Ср | Чт | Пт | Сб | Вс |
| 1  | 2  | 3  | 4  | 5  | 6  | 7  |
| 8  | 9  | 10 | 11 | 12 | 13 | 14 |
| 15 | 16 | 17 | 18 | 19 | 20 | 21 |
| 22 | 23 | 24 | 25 | 26 | 27 | 28 |
| 29 | 30 | 31 |    |    |    |    |

| Пн | Вт | Ср | Чт | Пт | Сб | Вс |
|    |    |    | 1  | 2  | 3  | 4  |
| 5  | 6  | 7  | 8  | 9  | 10 | 11 |
| 12 | 13 | 14 | 15 | 16 | 17 | 18 |
| 19 | 20 | 21 | 22 | 23 | 24 | 25 |
| 26 | 27 | 28 | 29 | 30 | 31 |    |

| Пн | Вт | Ср | Чт | Пт | Сб | Вс |
|    |    |    |    |    |    | 1  |
| 2  | 3  | 4  | 5  | 6  | 7  | 8  |
| 9  | 10 | 11 | 12 | 13 | 14 | 15 |
| 16 | 17 | 18 | 19 | 20 | 21 | 22 |
| 23 | 24 | 25 | 26 | 27 | 28 | 29 |
| 30 |    |    |    |    |    |    |

| Пн | Вт | Ср | Чт | Пт | Сб | Вс |
|    | 1  | 2  | 3  | 4  | 5  | 6  |
| 7  | 8  | 9  | 10 | 11 | 12 | 13 |
| 14 | 15 | 16 | 17 | 18 | 19 | 20 |
| 21 | 22 | 23 | 24 | 25 | 26 | 27 |
| 28 | 29 | 30 | 31 |    |    |    |

| Пн | Вт | Ср | Чт | Пт | Сб | Вс |
|    |    |    |    | 1  | 2  | 3  |
| 4  | 5  | 6  | 7  | 8  | 9  | 10 |
| 11 | 12 | 13 | 14 | 15 | 16 | 17 |
| 18 | 19 | 20 | 21 | 22 | 23 | 24 |
| 25 | 26 | 27 | 28 | 29 | 30 |    |

| Пн | Вт | Ср | Чт | Пт | Сб | Вс |
|    |    |    |    |    |    | 1  |
| 2  | 3  | 4  | 5  | 6  | 7  | 8  |
| 9  | 10 | 11 | 12 | 13 | 14 | 15 |
| 16 | 17 | 18 | 19 | 20 | 21 | 22 |
| 23 | 24 | 25 | 26 | 27 | 28 | 29 |
| 30 | 31 |    |    |    |    |    |

## События
- 1493—1593 — Столетняя хорватско-османская война. Серия вооружённых конфликтов между Королевством Хорватия и Османской империей[1].
- 1507—1622 — Португало-персидская война. Ряд вооружённых конфликтов между колониалистской Португалией и вассальным Ормузом, с одной стороны, и Сефевидской империей, поддерживаемой англичанами, с другой[2].
- 1511—1641 — Малайско-португальская война. Вооружённый конфликт XVI-XVII веков, в котором Малаккский султанат при поддержке империи Мин, Голландской Ост-Индской компании (с 1607) и Джохора безуспешно сопротивлялся Португальской империи, стремившейся захватить Малакку и установить контроль над торговлей между Индией и Китаем[3].
- 1545—1563 — Тридентский собор католической церкви. Утвердил догматы о первородном грехе, чистилище. Один из важнейших соборов в истории Католической церкви. Собрался, чтобы дать ответ движению Реформации. Считается отправной точкой Контрреформации[4].
- 1551—1562 — Австро—турецкая война[5].
- 1558—1566 — Португало-турецкая война[6].
- 1560—1570 — Монгольское завоевание Малвы[7].
- 1560—1562 — крестьянское восстание в районе горы Кувольсан (Корея) во главе с Лим Коктёном.
- 9—14 мая — морское сражение у острова Джерба. Военное столкновение между Османской империей и объединёнными силами европейского флота (в основном испанцев), произошедшее у острова Джерба и побережья Туниса. Итогом стала решительная победа турок под командованием Пияли-паши[8].

Англия
- Английский флот осадил шотландскую крепость Лейт. Кальвинисты одержали победу. В Эдинбурге подписан договор, по которому французские войска выводились, объявлялась свобода вероисповедания, Мария Стюарт и её муж отказывались от прав на корону Англии, учреждался совет из 12 представителей аристократии. Шотландский парламент ввёл пресвитерианскую церковь и произвёл секуляризацию церковных земель.
- Мария Стюарт отказалась признать Эдинбургский договор, Гизы начали подготовку к интервенции в Шотландию.

Великое княжество Литовское
- Апрель — на острове Эзель (сов. Сааремаа), переданном в 1559 году Дании, высадился военный десант датских войск[9].
- 15 июня — первое упоминание о деревнях Ковали и Плёссы (ныне Бобруйского района, Могилевская область, Белоруссия).
- 15 июля — первое упоминание о деревне Шатилки, ныне — г. Светлогорск (Гомельская область, Белоруссия).
- Первое упоминание о деревне Ужанка, ныне входящей в Несвижский район (Минская область, Белоруссия).

Франция
- Амбуазский заговор — неудавшаяся попытка заговора французских дворян-гугенотов, возглавляемых принцем Конде, направленного против Гизов при дворе короля Франциска II. Заговорщики ставили своей целью отстранение Гизов от власти, созыв Генеральных штатов и обеспечение интересов принца крови Антуана де Бурбона и гугенотов. Для этого южно-французское дворянство предприняло попытку захвата королевского замка Амбуаз. Заговор был раскрыт, мятежные дворяне казнены, а принц Конде чудом избежал казни.
- 1560—1561 — Генеральные Штаты в Орлеане. Денег королю Штаты не дали.

Испания
- Филипп II направил флот к берегам Северной Африки, к Триполи, но турецкий флот наголову разбил испанскую армаду.
- Введён налог на вывозимую из Испании шерсть.
- Появление табака при дворе Филиппа II, как декоративного растения.

Италия
- Основана первая научная академия в Европе — Академия тайн природы.

Швеция
- Иоанн, сын Густава Вазы, стал герцогом Финляндии и поднял мятеж против короля Эрика.
- Осень — восстание эстонских крестьян на островах Харьюмаа и Вирумаа против немецких феодалов.

Остальной мир
- Португальские войска захватили на Цейлоне Зуб Будды и по настоянию католической церкви истолкли его в порошок и сожгли. По данным же сингальских источников, Зуб спрятали в укромном месте.
- Крестьянское восстание в Ливонии[10].

## Русское государство
Царствование: 1533—1584 — Иван IV Васильевич Грозный
- 1558 — 1583 — Ливонская война[9]. 
  - Начало года — неудачи в войне с Ливонией вызывают перемены в ближайшем окружении царя. Иван Грозный расформировывает Избранную Раду. Сосланы священник Сильвестр и воевода Алексей Адашев[11].
  - Февраль — русские войска взяли Мариенбург (Алуксне).
  - 2 августа — русские войска под командованием В.И. Барбашина (по другим источникам П.И. Шуйского) разгромили основные силы Ордена в битве при Эрмесе и взяли Вильянди (Феллин). Магистр Фюрстенберг попал в плен. Конец сосуществования Ливонского ордена[12][11].
  - Август — русские войска наносят поражение литовскому отряду под руководством А.И. Полубенского под Венденом (сов. Цесис)[12].
  - 18 августа — Иван Грозный для ведения мирных переговоров и возможного заключения матримониального союза посылает в ВКЛ окольничего Фёдора Ивановича Сукина[11].
  - 21 августа — русскими войсками осаждён и взят город Феллин (сов. Вильянди, Эстония)Ю в то время одной из самых сильных крепостей Ливонии[9].
  - Осень — крестьянское восстание в Ливонии[10].
  - 10 ноября — посол Ф.И. Сукин привозит Государю письмо от польского короля Сигизмунда II Августа, в котором сообщает, что препятствием к заключению соглашения является присутствие русских войск в Ливонии[11].
  - Конец года — неудачная для русских войск битва под Вейсенштейном[12].
- Февраль — Вишневецкий Дмитрий Иванович отправлен на Северный Кавказ (христианизировал черкесов)[13]. 
  - Лето — Иван Грозный, не желая обострять отношения с Османской империей, фактически отказался от сюзеринитета Вишневецкого, сообщив начальнику турецкого гарнизона Кафы план его летней кампании[13].
- 6 мая — Щелкалов Василий Яковлевич послан на встречу ногайскому мирзе Акболтаю[14].
- Литовское посольство в Москве[15].
- 7 августа — умирает царица Анастасия Романовна. Государь хоронит её в кремлёвском Вознесенском монастыре и раздаёт большую милостыню по всему государству[11].
  - 14 августа — Иван Грозный, по настоянию митрополита и бояр, принимает решение жениться вторично и направляет послов в ВКЛ, Швецию и Черкесскую землю подыскивать себе невесту[11].
- Август — Адашев Алексей Фёдорович отправлен воеводой во взятый Феллин (Вильянди), затеем переведён в Дерпт (Юрьев) без указания должности, это стало признаком полной опалы[16].
- Август — Сильвестр уехал из Москвы в Кирилло-Белозерский монастырь, где принял постриг с именем Спиридон[17].
- Конец года — церковный собор, созванный по инициативе Ивана Грозного, на котором бывшие ближайшие советники царя священник Сильвестр и А.Ф. Адашев заочно (митрополит Московский Макарий настаивал на их личном присутствии) были осуждены по обвинению в отравлении царицы Анастасии Романовны и другим преступлениям[18].
  - По новым обвинениям в измене, чародействе и смерти царица Анастасии, соборным судом заочно (вопреки судебной традиции и позиции митрополита Макария) признан виновным и заключён в тюрьму, где умер в начале 1561 года от "огненного недуга"[16].
- Поход Черемисинова в Дагестан[19].
- На Шпейерском имперском сейме обсуждался вопрос о создании коалиции для борьбы с Россией. Фердинанд (как сеньор Ливонского ордена) обратился к Ивану IV с предложением прекратить войну с Ливонией, но тот отказался.
- Пожалованы боярством: Воротынский Александр Иванович (ум. 1567), Ногтев Андрей Иванович (ум. 1578), Шестунов Дмитрий Иванович (ум. 1563)[20].
- На службу великому князю выехал родоначальник дворянского рода: Кушниковы[21].

### Города и поселения
- 1555—1561 — в Москве на Красной площади строится храм Василия Блаженного[22].

### Руководители приказов
| Года      | Приказ           | Ф,И,О главы                | Примечания |
| --------- | ---------------- | -------------------------- | ---------- |
| 1549-1561 | Посольского дела | Висковатов Иван Михайлович |            |
|           |                  |                            |            |
|           |                  |                            |            |

## Начало правления
См. также: Список глав государств в 1560 году
- 1560—1574 — Король Франции Карл IX.
- 1560—1568 — Король Швеции Эрик XIV[24].

## Наука и искусство
- Основана первая научная академия в Европе — Академия тайн природы.

## Родились

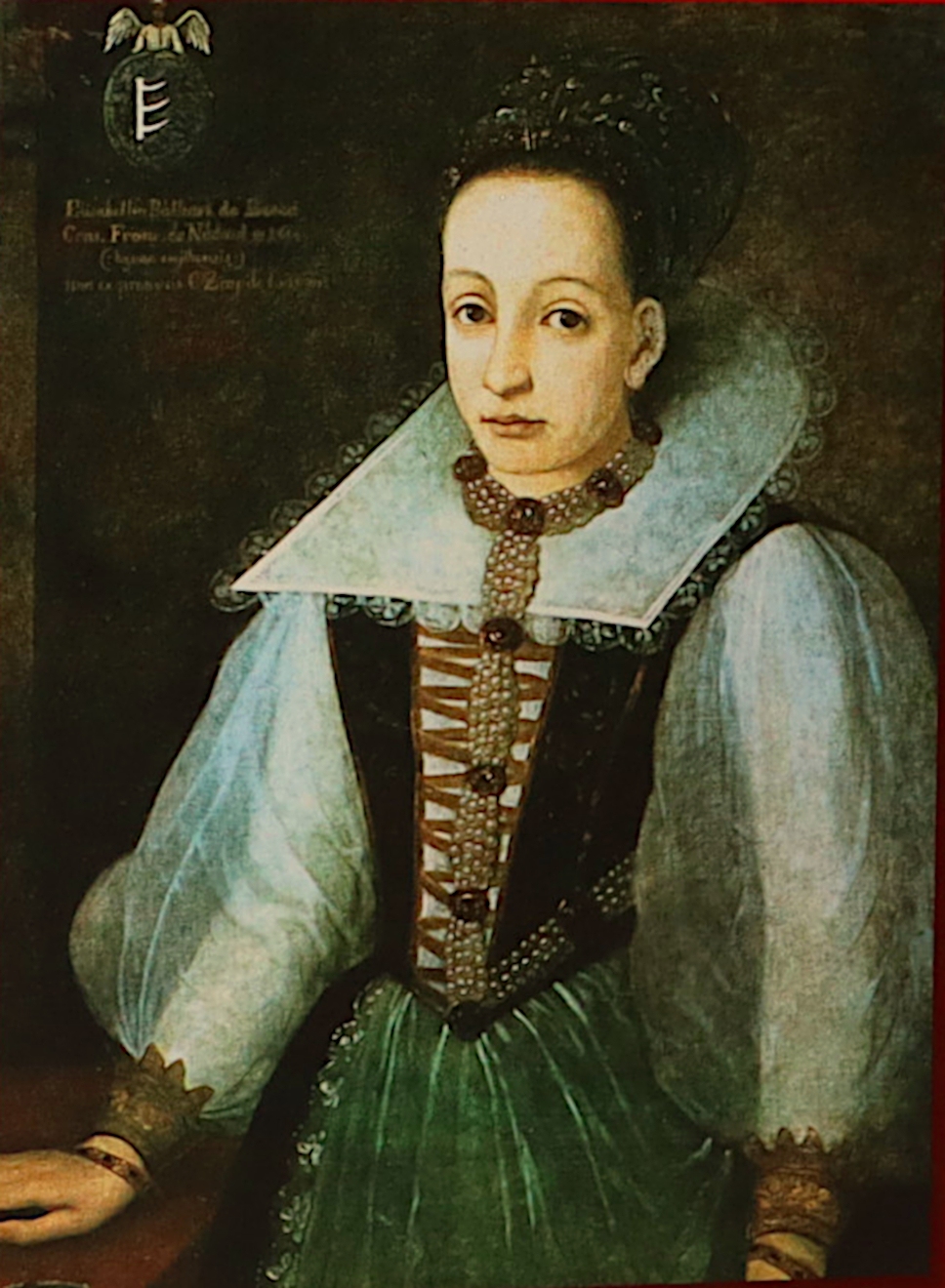
Елизавета Батори

См. также: Категория:Родившиеся в 1560 году
- 18 августа — Мария Иисуса — монахиня Ордена босых кармелиток, блаженная.
- Арминий, Якоб — голландский протестантский богослов.
- Батори, Елизавета — венгерская графиня, племянница Стефана Батория, печально знаменитая массовыми убийствами молодых девушек.
- Баугин, Каспар — швейцарский анатом и ботаник, систематик растений. Одним из первых стал использовать в своих работах бинарную номенклатуру.
- Исида Мицунари — самурайский полководец средневековой Японии периода Сэнгоку. Вассал Тоётоми Хидэёси и председатель опекунского совета пяти управителей при его сыне Тоётоми Хидэёри. Был главнокомандующим войск «западной коалиции» в битве при Сэкигахара. После поражения в ней, был казнён по приказу Токугавы Иэясу.
- Карраччи, Аннибале — итальянский живописец и гравёр, брат художника Агостино Карраччи.
- Кэвендиш, Томас — английский мореплаватель, пират.
- Преториус, Антон — немецкий пастор, теолог, писатель (теоретик ведовства) и борец против ведовских процессов и пыток.
- Сюлли, Максимильен де Бетюн — глава французского правительства при короле Генрихе IV.
- Ваэс де Торрес, Луис — испанский мореплаватель.
- Ходкевич, Ян Кароль — военный и политический деятель Речи Посполитой, представитель старинного белорусского дворянского рода Ходкевичей, талантливый полководец. Великий гетман литовский (с 1605 года).
- Хэрриот, Томас — английский астроном, математик, этнограф и переводчик.

## Скончались

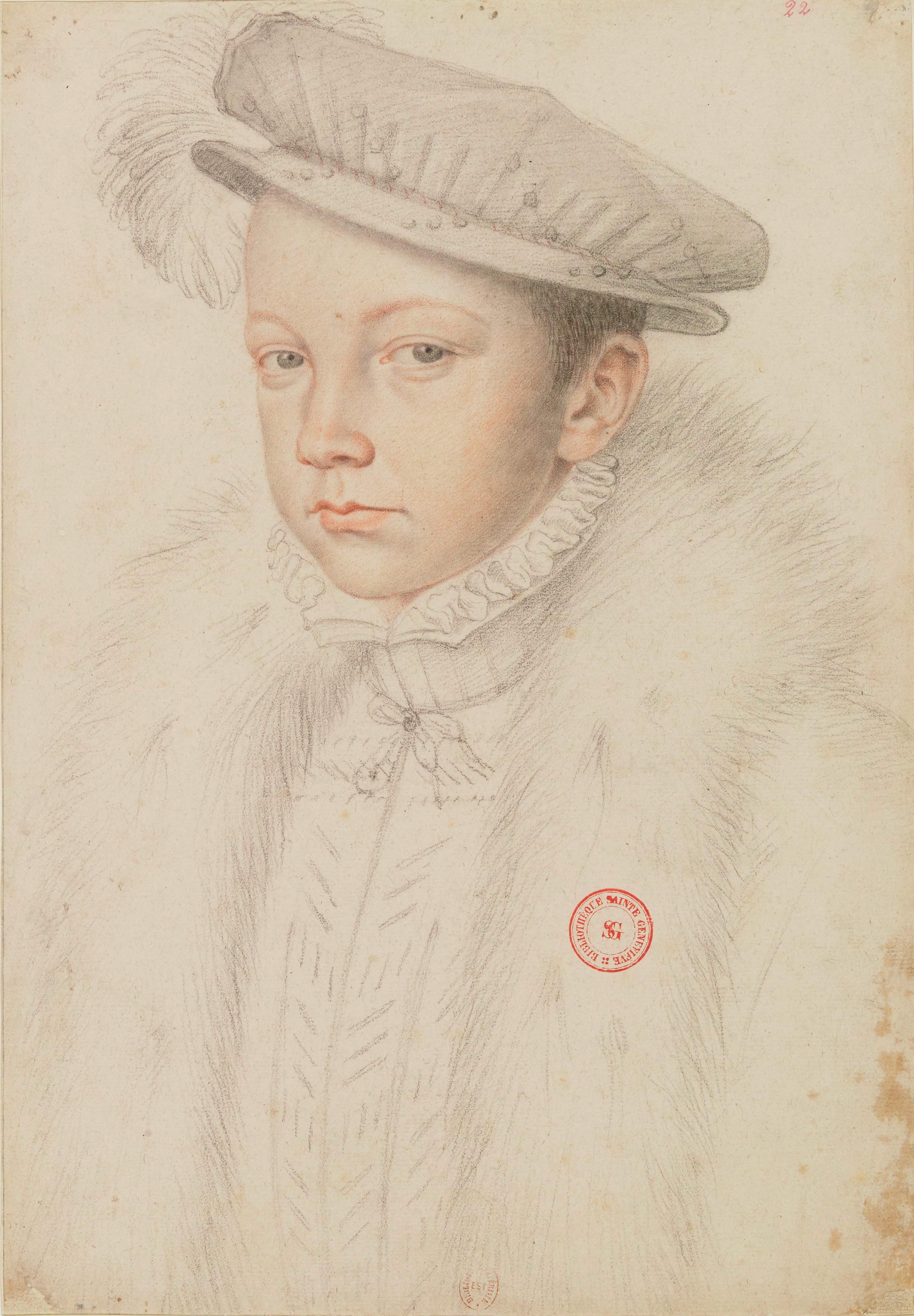
Французский король Франциск II

См. также: Категория:Умершие в 1560 году
- 1 января — Жоашен Дю Белле (род. 1522/25), один из выдающихся французских поэтов XVI века, член поэтической группировки «Плеяда» и ближайший друг её руководителя Ронсара;
- 7 февраля — Баччо Бандинелли (род. 1488), итальянский скульптор и художник эпохи маньеризма;
- 16 февраля — Жан Дю Белле (род. ок. 1492), французский кардинал и дипломат, епископ Байонны, архиепископ Парижа, двоюродный брат знаменитого поэта Жоашена дю Белле;
- 22 февраля — Эдмунд Стуре[англ.] (род. 1509/10), член британского Парламента в 1545 году[25];
- 19 апреля — Филипп Меланхтон (род. 1497), немецкий гуманист, теолог и педагог, евангелический реформатор, систематизатор лютеранской теологии, сподвижник Лютера;
- 11 июня — Мария де Гиз (род. 1515), королева Шотландии, жена короля Якова V и регент Шотландии в 1554—1560 гг. Период её регентства стал критическим для выбора направления дальнейшего политического и религиозного развития страны;
- 12 июня — Имагава Ёсимото (род. ок. 1519), 9-й глава рода Имагава, один из известнейших даймё эпохи Сэнгоку Дзидай и доминировавший военачальник в регионе Токайдо;
- 28 июля (7 августа) — Анастасия Захарьина-Юрьева (род. 1530/32), первая жена царя Ивана Васильевича «Грозного», мать царя Фёдора Иоанновича[26].
- 29 сентября — Густав I Васа (род. 1496), регент шведского королевства с 23 августа 1521 (Густав Эрикссон Васа), король Швеции с 6 июня 1523 года;
- 15 (25) ноября — Андреа Дориа (род. 1466), генуэзский адмирал и государственный деятель;
- 5 декабря — Франциск II (род. 1544), король Франции с 10 июля 1559 года, король-консорт Шотландии с 24 апреля 1558 года. Из династии Валуа.

## Примечание
1. ↑  Tanner Marcus. Croatia: A Nation Forged in War (англ.). — New Haven, CT: Yale University Press, 2001. — 349 p. — (Yale Nota bene). — ISBN 978-0-30009-125-0.
2. ↑  Malabar manual by William Logan p.312
3. ↑  The Cambridge History of the British Empire Arthur Percival Newton p.11
4. ↑  Филиппсон М.  Религиозная контрреволюция в XVI веке. Тридентский собор. 2-е изд. — М.: Либроком, 2011. — 424 с. — (Академия фундаментальных исследований: история). — ISBN 978-5-397-01939-2.
5. ↑  Австро-турецкие войны 16-18 веков.//Большая российская энциклопедия: [в 35 т.]/гл. ред. Ю. С. Осипов. — М, : Большая российская энциклопедия 2004—2017.
6. ↑  Britannica Hungarica, Hungarian encyclopedia, Hungarian World publisher, Budapest 1994.
7. ↑  Agrawal, Ashvini. Motilal Banarsidass. — Motilal Banarsidass, 1983. — P. 75. — ISBN 8120823265.
8. ↑  Currey Edward H. Sea Wolves of the Mediterranean. — Library of Alexandria, 1928. — Vol. IV. — 276 p. — (Nautilus library). — ISBN 1465537465.
9. 1 2 3  Большая российская энциклопедия 2004 — 2017 гг.// Ливонская война 1558 —1583.
10. 1 2  Патриарх Алексий II. Православие в Эстонии. Церковно-научный центр: Православная энциклопедия. Ред. Л. В. Барбашова, А. С. Буевский. М., 1999 г. Ливонская война. стр. 93-95; 98. ISBN 5-89572-004-8
11. 1 2 3 4 5 6  Сост. Д.В. Донской. Рюриковичи. Исторический словарь. Кол.авт. Русское историческое общество. Изд. Русская панорама. М. 2008 г. № 216. Иван Васильевич Грозный. стр. 340-359.  ISBN 978-5-93165-188-0.
12. 1 2 3  Большая российская энциклопедия 2004-2017 гг.// Курбский Андрей Михайлович.
13. 1 2  Вишневецкий Дмитрий Иванович.//Большая российская энциклопедия: [в 35 т.]/гл. ред. Ю. С. Осипов. — М, : Большая российская энциклопедия 2004—2017.
14. ↑  РБС/ВТ/Щелкалов Василий Яковлевич.
15. ↑  Щелкалов Андрей Яковлевич.//Большая российская энциклопедия: [в 35 т.]/гл. ред. Ю. С. Осипов. — М, : Большая российская энциклопедия 2004—2017.
16. 1 2  Адашев Алексей Фёдорович.//Большая российская энциклопедия: [в 35 т.]/гл. ред. Ю. С. Осипов. — М, : Большая российская энциклопедия 2004—2017.
17. ↑  Сильвестр.//Большая российская энциклопедия: [в 35 т.]/гл. ред. Ю. С. Осипов. — М, : Большая российская энциклопедия 2004—2017.
18. ↑  Макарий.//Большая российская энциклопедия: [в 35 т.]/гл. ред. Ю. С. Осипов. — М, : Большая российская энциклопедия 2004—2017.
19. ↑  Кушева Е. Н. Народы Северного Кавказа и их связи с Россией. — М.: Издательство АН СССР, 1963. — С. 237—238.
20. ↑  В.Н. Берх. Систематические списки боярам, окольничим и думным дворянам. СПб. 1833 г. Типография Х. Гинце.  Бояре при великом князе и царе Иване IV Васильевиче Грозном. стр. 6-10.
21. ↑  Сост. граф Александр Бобринский.  Дворянские роды, внесенные в Общий Гербовник Всероссийской Империи: в 2-х т. – СПб,  тип. М. М. Стасюлевича, 1890 г. Автор: Бобринский, Александр Алексеевич (1823—1903). Часть I. Кушниковы. стр.692. ISBN 978-5-88923-484-5.
22. ↑  Василия Блаженного храм.//Большая российская энциклопедия: [в 35 т.]/гл. ред. Ю. С. Осипов. — М, : Большая российская энциклопедия 2004—2017.
23. ↑  Висковатый Иван Михайлович.//Большая российская энциклопедия: [в 35 т.]/гл. ред. Ю. С. Осипов. — М, : Большая российская энциклопедия 2004—2017.
24. ↑  Эрик XIV//Большая российская энциклопедия: [в 35 т.]/гл. ред. Ю. С. Осипов. — М, : Большая российская энциклопедия 2004—2017.
25. ↑  Краткая биография Архивная копия от 14 апреля 2021 на Wayback Machine.
26. ↑  Сост. Д.В. Донской. Рюриковичи. Исторический словарь. Кол.авт. Русское историческое общество. Изд. Русская панорама. М. 2008 г. № 420. Василий Иванович. стр. 617-653.  ISBN 978-5-93165-188-0.